# Дом-музей Го Можо
Дом-музей Го Можо (кит. 郭沫若故居) — дом в Пекинском районе Сичэн, в котором жил китайский писатель, первый президент Академии наук КНР Го Можо (1892-1978).
На том месте, где стоит дом, с давних времён жили высокопоставленные лица. При династии Цин во времена правления под девизом «Цяньлун» здесь жил императорский фаворит Хэшэнь, потом она была частью резиденции великого князя Гуна. После основания КНР здесь какое-то время размещалось посольство МНР, потом жила Сун Цинлин. В 1963 году Сун Цинлин переехала в другой дом, а здесь поселился Го Можо, и прожил всю оставшуюся жизнь.
В 1988 году дом был взят под охрану государством. В 1994 году был открыт Музей Го Можо.